# Истрати, Ионел
Ионел Истрати (рум. Ionel Istrati (урождённый Истрати Ион Владимирович рум. Istrati Ion Vladimir), род. 24 декабря 1990, Кишинёв, МССР, СССР) — молдавский певец. Стал известен после того, как он участвовал в шоу талантов Голос Румынии в 2011 году.

## Биография
Родился 24 декабря 1990 года в Кишинёве.
Когда ему исполнилось 2 года, родители переехали жить в село Цыбулевка Дубоссарского района. Там он провёл своё детство и юность, окончил среднюю школу.
Карьера исполнителя началась в 1998 году, и в 8 лет его стали называть «Соловьём Приднестровья» и сравнивать с Робертино Лоретти. Ионел учился в Дубоссарской музыкальной школе, играл на аккордеоне и на фортепиано. Следующие 5 лет принесли ему 4 гран-при и 16 премий первого класса, включая «Mamaia Copiilor» в Румынии и «Утренняя звезда» ОРТ в России.
Затем 4 года посвятил учёбе.

### Карьера
В 2008 году выпустил свой первый видеоклип на песню «Poate», а в 2009 году состоялся релиз нового видео на песню «Uită-mă».
В 2010 году участвовал в двух крупных проектах: «Фабрика звёзд 2» и в национальном отборе на Евровидение. Несмотря на то, что песня, представленная на Евровидение, вошла в тройку лучших, Ионел выбрал проект Фабрика звёзд, на котором получил высокую оценку публики, хотя и выбыл из конкурса. Участие в проекте вдохновило его, особенно после того, как Дан Негру сравнил исполнителя с Хулио Иглесиасом. В скором времени он выпускает свой первый альбом, а также композицию «Люблю тебя».
В октябре 2011 года участвует в международном проекте «Голос Румынии», где стал первым представителем Молдовы. Его выступление было высоко оценено Smiley и Мариусом Мога, а СМИ провозгласили Ионела самым сексуальным участником проекта.
В начале 2012 года выпустил новый видеоклип «Te caut» с участием танцоров Ионелы Цэруш и Михая Унгуряну. Видеоклип набрал более 50 миллионов просмотров и стал одним из самых популярных за всю музыкальную историю страны.
Также в 2012 году выпускает один из крупнейших своих хитов — клип «Eu numai, numai». На это видео впоследствии были сделаны многочисленные пародии, на которые Ионел положительно отреагировал. Хит получил все возможные призы на домашней арене, а в Румынии был удостоен премии Romania Music Adwards и Mamaia Music Adwards 2013 года.
В феврале 2013 года выпускает песню «Одиноко».
В декабре состоялся релиз видеоклипа «Wake me up», который был тепло принят многими поклонниками. В этом клипе с Ионелом снялась модель Xenia Deli. Бэквокалом выступал Randi — автор песни. По данным Media Forest Moldova, композиция становится самой популярной песней года.
Зимой 2014 года Ионел выпускает одну из самых лирических песен в своей дискографии — «Dor de mamă», стихи для которой написал ребёнок из детского дома. Эта песня помогает ему получить приз за Лучшее видео Республики Молдова. В проекте приняли участие известная звезда и телеведущая Андрея Марин, а также местная актриса Евгения Бутнару и журналистка Ната Албот.
Зимой 2015 года Ионел выпускает видеоклип «Быть с тобой», снятый в деревенской местности
В этом же году он отказывается участвовать в телепередачах, избегая связей с прессой, чтобы сосредоточиться на своём творчестве.
Одновременно с этим, Ионел проводит сотни концертов в стране и за рубежом. В 2016 году певец проводит турне по крупнейшим городам США, России, Греции, Франции, Италии, где выступает для диаспоры. Таким образом, публика вдали от дома также имела возможность порадоваться местным хитам в исполнении талантливого певца. Параллельно с этим, Ионел развивает множество благотворительных проектов, в которых он продвигает музыку и даёт молодёжи возможность раскрыть свой талант.
В 2017 году он представил самое экстравагантное видео «Кто я есть», снятое на арктических территориях. Этот клип признан самым дорогим из всех, снятых молдавским исполнителем: арендованная техника превысила полмиллиона долларов. Несмотря на критику, он выиграл приз «Видеоклип 2018 года», который певцу вручил режиссёр Валериу Жереги.
В 2018—2019 годах Ионел снова ориентируется на концерты в стране и за рубежом. Выпустил сингл на русском языке «По ночам не спится» вместе с командой Smiley HaHaHa Production.
Летом 2019 года был специальным гостем на «Славянском базаре» вместе с такими знаменитостями, как София Ротару, Сосо Павлиашвили, Надежда Кадышева и другие исполнители. Певец представил республику, исполнив известный хит на румынском языке «Eu numai, numai».
В 2019 году Ионел получает премию Moldova Music Awards за вклад в музыкальную индустрию в Республике Молдова.

## Клипы
- Poate (2009)
- Люблю тебя (2010)
- Te Caut (2012)
- Eu Numai, Numai (2012)
- Одиноко (2013)
- Wake Me Up (2013)
- Быть с тобой (2016)
- Кто я есть (2017)